# Dimos Samothrace
Dimos Samothrace (Samothrace) är en kommun i Grekland.   Den ligger i prefekturen Nomós Évrou och regionen Östra Makedonien och Thrakien, i den nordöstra delen av landet, 300 km nordost om huvudstaden Aten. Antalet invånare är 2 712. Dimos Samothrace ligger på ön Samothrace Island.